# 孫嘉兒
孫嘉兒（英語：SUEN Ka-yi Carrie，1987年11月16日—） ，香港女子游泳運動員。
孫嘉兒曾多次打破50米蛙泳長、短池香港紀錄(PB: 長池 33'08，短池32'42)，先後在東亞運動會和亞洲游泳錦標賽50米蛙泳取得銅牌，亦在亞洲室內運動會取得女子50米蛙泳金牌，女子100米蛙泳銀牌。她在浸信會呂明才中學畢業，並在香港浸會大學國際學院修讀副學士課程。

## 榮譽
- 2005年東亞運動會50米蛙泳銅牌
- 亞洲室內運動會女子50米蛙泳金牌，女子100米蛙泳銀牌
- 2004年新界中學傑出游泳女運動員

## 外部連結
- 孫嘉兒小檔案（页面存档备份，存于）